# Helmut Alfes
Helmut Alfes (* 11. Februar 1956) ist ein deutscher ehemaliger Fußballspieler.
Er absolvierte für Rot-Weiß Lüdenscheid in den Spielzeiten 1978/80 und 1980/81 74 Spiele in der damals zweigleisigen 2. Fußball-Bundesliga. Die zweite Saison endete dabei mit dem Abstieg aus dem Profifußball in die damals drittklassige Fußball-Oberliga Westfalen.
Für Lüdenscheid bestritt er zudem zwei Partien im DFB-Pokal als Zweitligist sowie, laut der Online-Datenbank Weltfussball.de, sechs weitere in den Spielzeiten 1981/82 bis 1983/1984. Das umfasst auch das Wiederholungsspiel gegen den Freiburger FC im DFB-Pokal 1982/83.